# 瓊林里 (金門縣)
瓊林里是中華民國金門縣金湖鎮的一個里，南與正義里接壤，北濱后江灣，東與何斗里相鄰，西與金寧鄉后盤村相接，轄珩厝、瓊林與小徑三個聚落，以最大的瓊林聚落命名。2023年人口3888人。
瓊林舊稱「平林」，早期為蔡氏單姓聚居村落。明熹宗時（1621-1627）稱譽的碩學鴻儒蔡獻臣的推崇，特欽賜里名「瓊林」。